# 布加爾
35°55′N 2°43′E / 35.917°N 2.717°E

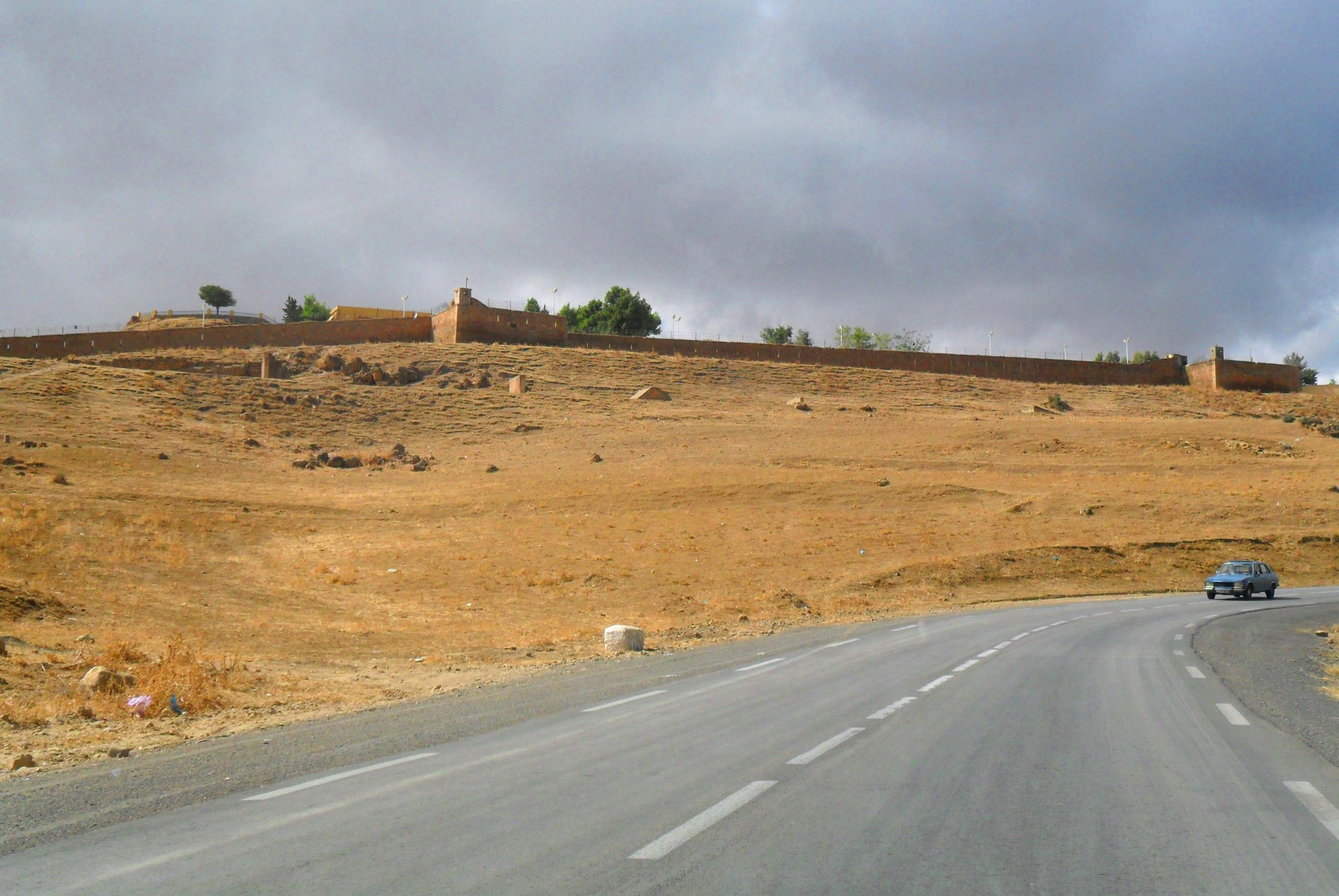

布加爾（阿拉伯语：‎），是阿爾及利亞的城鎮，位於該國北部麥迪亞省，由奧拉德安塔爾區負責管轄，面積123平方公里，海拔高度952米，2008年人口5,972，人口密度每平方公里49人。